# Трансмембранный белок

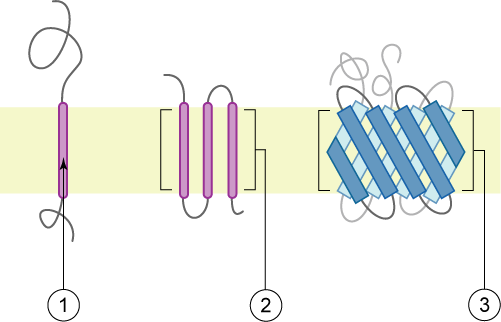
Схематическое представление трансмембранных белков:
,
,
.
Мембрана обозначена светло-зелёным цветом.

Трансмембранный белок — мембранный белок, который насквозь пронизывает липидный бислой, в котором он постоянно находится. Трансмембранные белки плотно закрепляются в мембране при помощи специального класса липидов, называемых кольцевая липидная оболочка. Многие из этих белков выполняют транспортную функцию, позволяя специфическим веществам пересекать биологическую мембрану, чтобы попасть внутрь клетки или же напротив, не давая им покинуть её пределов.
В водном растворе трансмембранные белки слипаются и выпадают в осадок. Для их экстракции требуется использовать детергенты или неполярные растворители, хотя некоторые из них (имеющие структуру бета-бочонка) можно экстрагировать, используя денатурирующие агенты. Все трансмембранные белки являются интегральными белками мембраны, но не все интегральные белки являются трансмембранными.

## Классификация

### По структуре
Существует два типа трансмембранных белков: белки, состоящие из альфа-спиралей, и белки, состоящие из бета-тяжей (β-бочонки). Альфаспиральные белки располагаются на внутренних мембранах клеток бактерий или в плазматических мембранах клеток эукариот, а также иногда в наружных мембранах бактерий. Это очень большая группа трансмембранных белков: у человека 27 % всех белков составляют альфаспиральные белки мембраны. β-бочонки встречаются только во внешних мембранах грамотрицательных бактерий, в стенках грамположительных бактерий и наружных мембранах митохондрий и хлоропластов. Все трансмембранные β-бочонки обладают сходной топологией, что может говорить об их общем эволюционном происхождении и сходном механизме укладки.

### По топологии
Эта классификация основана на положении N- и C-концевых доменов и относится ко всем интегральным белкам мембраны. К I, II и III типам относятся белки, которые пересекают мембрану только один раз, а к типу IV относятся те белки, которые пересекают мембрану несколько раз. Трансмембранные белки I типа имеют N-концевую сигнальную последовательность и заякорены на липидной мембране при помощи последовательности остановки транслокации, которая как высвобождается транслоконом, таким образом, что две части белка остаются торчать по разные стороны мембраны. Они расположены таким образом, что их N-конец направлен в просвет эндоплазматического ретикулума в процессе их синтеза и транслокации (N-конец будет направлен во внеклеточное пространство, если зрелый белок расположен на плазмалемме). Белки II и III типа заякорены сигнальной якорной последовательностью, которая расположена не на конце, а внутри полипептидной цепи. Белки II типа направлены в просвет ЭР своим C-концом, а белки III типа N-концом. Тип IV подразделяют на IV-A, у которых N-конец направлен в цитозоль и IV-B, у которых N-конец направлен в просвет ЭПР. К V типу относятся интегральные белки, которые не являются трансмембранными и заякорены на липидной мембране при помощи ковалентно-связанных липидов. К типу VI относятся белки, которые имеют как трансмембранные домены, так и липидные якори.